# Station Gargrave
Gargrave is een spoorwegstation van National Rail in Gargrave, Craven in Engeland. Het station is eigendom van Network Rail en wordt beheerd door Northern Rail. 